# Fayetteville (Texas)
Fayetteville város az USA Texas államában, Fayette megyében. Lakosainak száma 246 fő (2020. április 1.).

## Népesség
A település népességének változása:
| Lakosok száma | 319  | 258  | 246  |
|               | 1870 | 2010 | 2020 |